# Venezuela na Letních olympijských hrách 1960
Venezuela se účastnila Letní olympiády 1960 v italském Římě. Zastupovalo ji 36 sportovců (31 mužů a 5 žen) v 9 sportech.

## Medailisté
| Medaile | Jméno           | Sport             | Soutěž                                         |
| ------- | --------------- | ----------------- | ---------------------------------------------- |
| Bronz   | Enrico Forcella | Sportovní střelba | Muži 50 metrů libovolná malorážka 60 ran vleže |